# Terrasse Turcotte
La terrasse Turcotte est une terrasse portuaire située aux abords du fleuve Saint-Laurent à Trois-Rivières au Québec (Canada). Elle doit son nom à Joseph-Édouard Turcotte, maire de la Cité des Trois-Rivières entre 1857 et 1863.

## Histoire
En 1860, le chemin des Remparts (créé vers 1652) devient le boulevard Turcotte lorsque le maire Joseph-Édouard Turcotte y résidant cède à la ville sa demeure de même que ses droits sur la rue adjacente à son terrain. Une terrasse initiale, ou promenade, fabriquée principalement en bois est alors érigée au courant du XIXe siècle. Sa désignation actuelle sous le toponyme de terrasse Turcotte lui est finalement attribuée en 1947. 
Dans les années 1980, le plan de réaménagement du vieux port entraîne la démolition de l'ancienne terrasse de bois, également détruite une première fois à la suite de l'incendie de 1908, et donne lieu à la construction de l'infrastructure présentement en place.

## Annexes

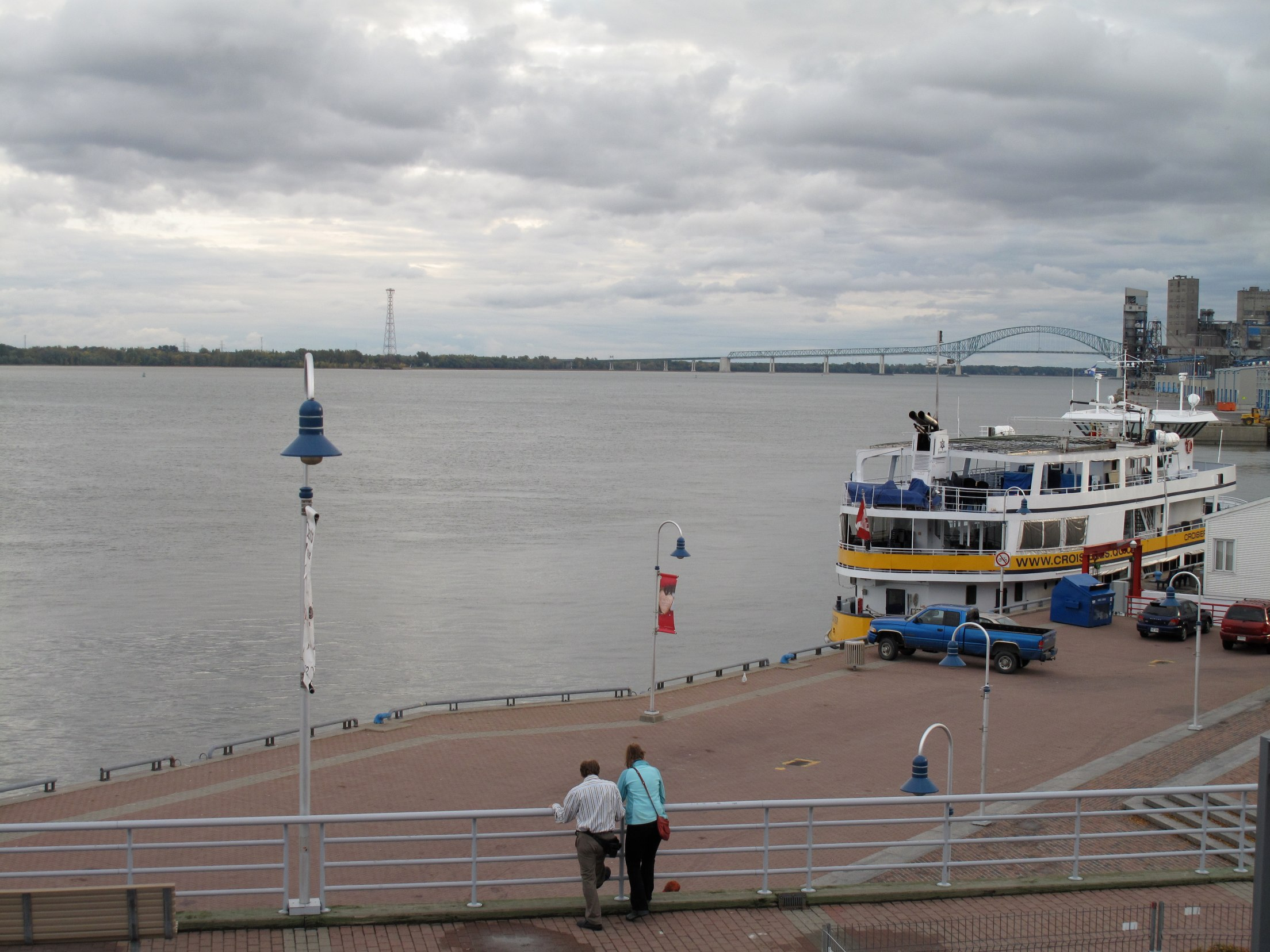
Vue panoramique sur le fleuve.
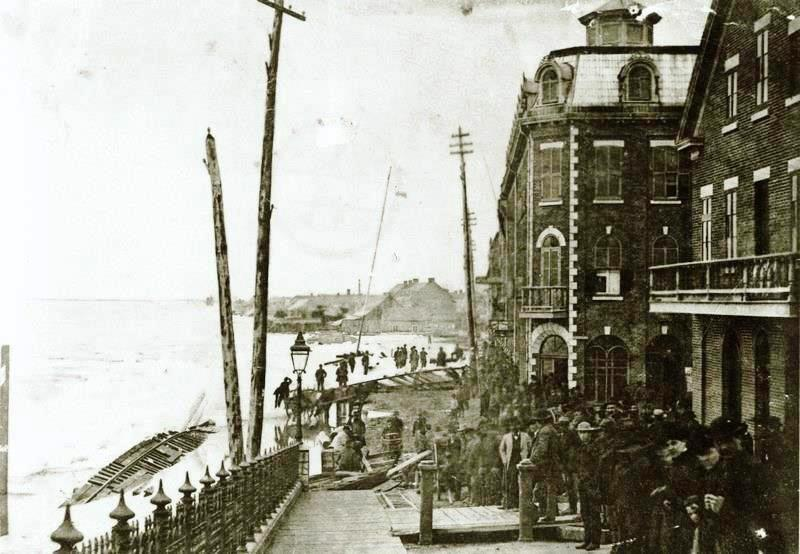
Au pied du boulevard Turcotte, en 1896.